# Hwang
Hwang (koreanisch 黃, 皇) ist ein koreanischer Familienname.

## Namensträger
- Hwang Bo-reum-byeol (* 1999), südkoreanische Schauspielerin
- Hwang Chan-hyun (* 1953), südkoreanischer Richter und Behördenleiter
- Hwang Chang-shik (* 1943), südkoreanischer Radrennfahrer
- Hwang Chung-gum (* 1995), nordkoreanische Eishockeyspielerin
- Hwang Dae-heon (* 1999), südkoreanischer Shorttracker
- Hwang Dong-hyuk (* 1971), südkoreanischer Filmregisseur
- Hwang Do-yeon (* 1991), südkoreanischer Fußballspieler
- Hwang He-suk (* 1945), nordkoreanische Volleyballspielerin
- Hwang Hee-chan (* 1996), südkoreanischer Fußballspieler
- Hwang Hye-seong (1920–2006), südkoreanische Expertin für die Kochkunst der Joseon-Dynastie
- Hwang Hye-suk (* 1993), südkoreanische Biathletin
- Hwang Hye-youn (* 1985), südkoreanische Badmintonspielerin
- Hwang Hye-young (* 1966), südkoreanische Badmintonspielerin
- Hwang Hyung-bum (* 1983), südkoreanischer Karambolagespieler
- Hwang Hyun-jin (* 2000), südkoreanischer Sänger
- Hwang Ik-hwan (* 1965), südkoreanischer Eisschnellläufer
- Hwang In-beom (* 1996), südkoreanischer Fußballspieler
- Hwang In-ho (* 1972), südkoreanischer Drehbuchautor und Regisseur
- Hwang In-hyeok (* 1988), südkoreanischer Radrennfahrer
- Hwang In-suk (* 1958), südkoreanische Lyrikerin
- Hwang In-sun (Fußballspielerin) (* 1976), südkoreanische Fußballspielerin
- Hwang In-sun (Sängerin) (* 1987), südkoreanische Sängerin und Schauspielerin
- Hwang In-sung (Politiker) (1926–2010), südkoreanischer Politiker
- Hwang In-sung (Leichtathlet) (* 1984), südkoreanischer Kugelstoßer
- Hwang In-tae (* 1979), südkoreanischer Basketballschiedsrichter
- Hwang Jae-won (Fußballspieler, 1981) (* 1981), südkoreanischer Fußballspieler
- Hwang Jae-won (Fußballspieler, 2002) (* 2002), südkoreanischer Fußballspieler
- Hwang Jang-lee (* 1944); südkoreanischer Kampfkünstler und Schauspieler
- Hwang Jang-yop (1923–2010), nordkoreanischer Politiker und Flüchtling
- Hwang Ji-u (* 1952), südkoreanischer Lyriker
- Hwang Ji-man (* 1984), südkoreanischer Badmintonspieler
- Hwang Jin-hyok (* 1985), nordkoreanischer Fußballspieler
- Hwang Jin-i (16. Jahrhundert), koreanische Gisaeng
- Hwang Jong-soo (* 1988), südkoreanischer Badmintonspieler
- Hwang Jun-ho (* 1993), südkoreanischer Skilangläufer
- Hwang Jun-muk (* 1963), koreanischer Mathematiker
- Hwang Jung-min (* 1970), südkoreanischer Schauspieler
- Hwang Kap-Sun (* 1963), auch: Kapsun Hwang, koreanischer Keramikkünstler
- Hwang Ki (1914–2002), koreanischer Kampfkünstler
- Hwang Ki-chul (* 1956), südkoreanischer Admiral
- Hwang Kyo-ahn (* 1957), südkoreanischer Politiker und Premierminister
- Hwang Kyung-seon (* 1986), südkoreanische Taekwondoin
- Hwang Min-ha (* 1999), südkoreanischer Tischtennisspieler
- Hwang Mun-ki (* 1996), südkoreanischer Fußballspieler
- Hwang Myong-chol (* 1984), nordkoreanischer Fußballspieler
- Hwang Myung-hyun (* 2001), südkoreanischer Fußballspieler
- Hwang Ok-sil (* 1972), nordkoreanische Shorttrackerin
- Hwang Pyong-so, nordkoreanischer Führungskader und Vizemarschall
- Hwang San-ung (1924–2012), südkoreanischer Radrennfahrer
- Hwang Seok-ho (* 1989), südkoreanischer Fußballspieler
- Hwang Seong-min (* 1991), südkoreanischer Fußballspieler
- Hwang Shu-Perng (* 1975), taiwanesische Rechtswissenschaftlerin und Hochschullehrerin
- Hwang Sok-yong (* 1943), südkoreanischer Schriftsteller
- Hwang Sol-gyong (* 1997), nordkoreanische Eishockeyspielerin
- Hwang Song-su (* 1987), nordkoreanischer Fußballspieler
- Hwang Sun-ai (* 1962), südkoreanischer Badmintonspielerin
- Hwang Sun-hee (* 1986), südkoreanische Schauspielerin
- Hwang Sun-ho (* 1975), südkoreanischer Badmintonspieler
- Hwang Sun-hong (* 1968), südkoreanischer Fußballspieler
- Hwang Sun-mi (* 1963), südkoreanische Kinderbuchautorin
- Hwang Sun-won (1915–2000), südkoreanischer Schriftsteller
- Hwang Tae-hyeon (* 1999), südkoreanischer Fußballspieler
- Hwang Tong-gyu (* 1938), südkoreanischer Autor
- Hwang Ui-jo (* 1992), südkoreanischer Fußballspieler
- Hwang Won-tak (* 1938), südkoreanischer Diplomat
- Hwang Wooseulhye (* 1979), südkoreanische Schauspielerin
- Hwang Woo-suk (* 1953), südkoreanischer Veterinärmediziner und Hochstapler
- Hwang Yau-tai (1912–2010), chinesischer Komponist, Pianist, Violinist und Musikpädagoge
- Hwang Ye-ji (* 2000), südkoreanische Sängerin
- Hwang Young-cho (* 1970), südkoreanischer Marathonläufer
- Hwang Yu-mi (* 1982), südkoreanische Badmintonspielerin

sowie von
- David Henry Hwang (* 1957), US-amerikanischer Dramatiker
- Dennis Hwang (* um 1978), US-amerikanisch-südkoreanischer Grafikdesigner und Art Director
- Harold Y. Hwang (* 1970), US-amerikanischer Physiker
- Jason Kao Hwang (* 1957), US-amerikanischer Jazzviolinist
- Nadine Hwang (1902–1972), chinesische Holocaustüberlebende und Juristin
- Paul Hwang Cheol-soo (* 1953), südkoreanischer Geistlicher, Bischof von Pusan
- Stephanie Hwang (* 1989), koreanisch-amerikanische Sängerin, siehe Tiffany Young
- Sumi Hwang (* 1986), südkoreanische Opernsängerin (Sopran)